# Syzeuctus coreanus
Syzeuctus coreanus là một loài tò vò trong họ Ichneumonidae.